# Olivia (czasopismo)
Olivia – polski miesięcznik należący do gatunku prasy kobiecej, wydawany od maja 1998 roku przez Wydawnictwo Bauer.